# 孔古塔

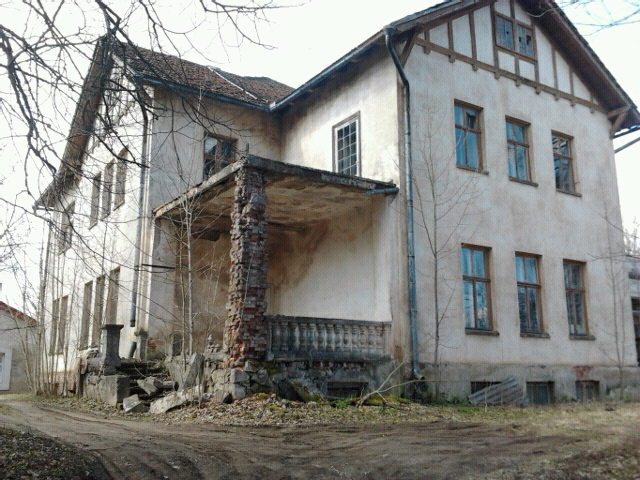
大孔古塔庄园

孔古塔，是愛沙尼亞塔爾圖縣埃尔瓦市镇内的村庄，位於該國東南部，曾是原孔古塔市镇的行政中心，處於首都塔林東南面160公里，海拔高度74米，2011年該村庄人口为135人。
58°14′N 26°18′E / 58.233°N 26.300°E